# Gene Borkan
Gene Borkan (* 18. Februar 1947 in New York City, New York) ist ein US-amerikanischer Schauspieler in Film und Fernsehen.

## Karriere
Der 1947 in New York City geborene Gene Borkan begann seine Laufbahn im US-amerikanischen Kino 1972 unter der Regie von Paul Williams in der Komödie Heißer Stoff für Boston. Es folgten in den darauffolgenden Jahrzehnten zahlreiche weitere kleinere Rollen in Film und Fernsehen. So spielte Borkan zwischen 1972 und 2016 in über 25 Kinofilmen mit, darunter in der Jerry-Bruckheimer-Actionfilm-Produktion Beverly Hills Cop – Ich lös’ den Fall auf jeden Fall, wo er den Truck Driver verkörperte, der in einigen Detroiter Straßenzügen schwere Schäden verursachte, sowie in verschiedenen Jonathan-Demme-Filmen wie in der Actionkomödie Das Zuchthaus der verlorenen Mädchen mit Juanita Brown, den beiden 1980er Filmdramen Melvin und Howard mit Paul Le Mat und Jason Robards und Swing Shift – Liebe auf Zeit mit Kurt Russell und Goldie Hawn, sowie der Michelle-Pfeiffer-Krimikomödie Die Mafiosi-Braut, dem oscar-prämierten Psychothriller Das Schweigen der Lämmer mit Anthony Hopkins und Jodie Foster oder dem Aids-Drama Philadelphia mit Tom Hanks. Andere Hollywood-Produktionen, in denen Gene Borkan mitwirkte, waren unter anderem 1975 der Abenteuerfilm Mörderhaie greifen an mit Cornel Wilde, 1991 Last Boy Scout – Das Ziel ist Überleben mit Bruce Willis, 1995 der David-Fincher-Thriller Sieben mit Brad Pitt und Morgan Freeman, 1996 der Thriller Bound – Gefesselt mit Jennifer Tilly und Gina Gershon in den Hauptrollen oder 2007 das experimentelle Filmdrama Slipstream von und mit Anthony Hopkins.

## Filmografie (Auswahl)

### Kino
- 1972: Heißer Stoff für Boston (Dealing: Or the Berkeley-to-Boston Forty-Brick Lost-Bag Blues)
- 1973: Ein verdammt netter Junge (The All-American Boy)
- 1974: Das Zuchthaus der verlorenen Mädchen (Caged Heat)
- 1974: Der Killer im Kopf (The Terminal Man)
- 1975: Mörderhaie greifen an (Sharks’ Treasure)
- 1977: The Great Gundown
- 1977: American Raspberry
- 1980: Melvin und Howard (Melvin and Howard)
- 1981: American Pop
- 1984: Swing Shift – Liebe auf Zeit (Swing Shift)
- 1984: Beverly Hills Cop – Ich lös’ den Fall auf jeden Fall (Beverly Hills Cop)
- 1988: Die Mafiosi-Braut (Married to the Mob)
- 1991: Das Schweigen der Lämmer (The Silence of the Lambs)
- 1991: Last Boy Scout – Das Ziel ist Überleben (The Last Boy Scout)
- 1993: Philadelphia
- 1994: The Last Days of Paradise  (There Goes My Baby)
- 1994: Der Traum von Apollo XI (Pontiac Moon)
- 1995: Flucht im roten Cadillac (Girl in the Cadillac)
- 1995: Sieben (Seven)
- 1996: Bound – Gefesselt (Bound)
- 1997: George B.
- 1998: The Souler Opposite
- 2001: Wahnsinn auf zwei Beinen (The Shrink is In)
- 2002: Time of Fear
- 2006: Bobby
- 2007: Slipstream
- 2016: Stevie D